# Tổ chức các bang Ibero-Mỹ
Tổ chức các bang Ibero-Mỹ (tiếng Bồ Đào Nha: Organização dos Estados Ibero-americanos, tiếng Tây Ban Nha: Organización de Estados Iberoamericanos, viết tắt là OEI) là một tổ chức quốc tế mà các thành viên là các quốc gia Bồ Đào Nha và Tây Ban Nha-nói của châu Mỹ và châu Âu và Guinea Xích Đạo ở châu Phi. Mục đích của nó là thúc đẩy hợp tác liên chính phủ giữa các quốc gia thành viên của mình, hỗ trợ lập kế hoạch và phát triển các dự án khu vực về giáo dục, khoa học, công nghệ và nghệ thuật. Các thành viên OEI bao gồm Andorra, Argentina, Bolivia, Brasil, Colombia, Costa Rica, Cuba, Chile, Cộng hòa Dominica, Ecuador, El Salvador, Guinea Xích Đạo, Guatemala, Honduras, México, Nicaragua, Panama, Paraguay, Peru, Bồ Đào Nha, Tây Ban Nha, Uruguay và Venezuela. Tổng thư ký của nó đặt tại Madrid, với các văn phòng khu vực ở Argentina, Brasil, Colombia, El Salvador, Tây Ban Nha, México và Peru và các văn phòng tại Chile, Honduras, Nicaragua và Paraguay. Tài trợ cho các hoạt động và chương trình OEI bắt nguồn từ hạn ngạch bắt buộc và đóng góp tự nguyện từ chính phủ các quốc gia thành viên và các tổ chức và cơ sở văn hóa và giáo dục tư nhân. Chủ tịch danh dự của tổ chức là Vua Felipe VI của Tây Ban Nha.

## Lịch sử
OEI được thành lập vào năm 1949 như một cơ quan quốc tế, Văn phòng Giáo dục Mỹ Latinh, là kết quả của Hội nghị Giáo dục Mỹ Latinh đầu tiên ở Madrid. Năm 1954, đại hội lần thứ hai được tổ chức tại Quito, nơi nó được quyết định rằng ĐTM sẽ trở thành một tổ chức liên chính phủ của các quốc gia có chủ quyền. Vào ngày 15 tháng 3 năm 1957, tại Đại hội Giáo dục lần thứ ba tại Santo Domingo, các đạo luật đầu tiên của OEI đã có hiệu lực cho đến năm 1985.
Năm 1979, đại hội lần thứ tư gặp nhau tại Madrid; vào năm 1983, đại hội lần thứ năm diễn ra tại Lima. Vào tháng 5 năm 1985, một cuộc họp bất thường của đại hội được tổ chức tại Bogotá, nơi nó được quyết định đổi tên OEI thành tên hiện tại của nó (giữ nguyên từ viết tắt và mở rộng các mục tiêu của nó); Đại hội Giáo dục Mỹ Latinh trở thành Đại hội đồng. Tại cuộc họp hội đồng chỉ thị tháng 12 năm 1985 tại Panama, các thành viên của nó đã đồng ý với các quy chế hiện hành về ĐTM, thay thế văn bản năm 1957 và phê duyệt các quy định của tổ chức. Kể từ Hội nghị thượng đỉnh Ibero-Mỹ năm 1991 tại Guadalajara, OEI đã thúc đẩy các hội nghị của các bộ trưởng giáo dục và thực hiện các chương trình giáo dục, khoa học và văn hóa được giao cho nó.

## Mục tiêu
- Để góp phần củng cố kiến thức, hiểu biết lẫn nhau, hội nhập, đoàn kết và hòa bình giữa các dân tộc Ibero-Mỹ, và để truyền bá giáo dục, khoa học, công nghệ và văn hóa
- Để khuyến khích phát triển giáo dục và văn hóa vì hòa bình bằng cách chuẩn bị mọi người để bảo tồn quyền tự do, đoàn kết và nhân quyền, hỗ trợ thay đổi mà làm cho những điều này có thể
- Cộng tác trong sự trao đổi ảnh hưởng kinh tế, chính trị và văn hóa giữa châu Âu và Ibero-Mỹ
- Để cộng tác với các thành viên của nó đảm bảo rằng hệ thống giáo dục của họ là từ bi, dân chủ (xã hội công bằng) và hiệu quả, chuẩn bị cho cuộc sống làm việc
- Cộng tác trong sự khuếch tán của một nền văn hóa chung, tôn trọng tính độc đáo của các quốc gia thành viên, khuyến khích những tiến bộ toàn cầu về khoa học và công nghệ trong khi vẫn giữ lại bản sắc văn hóa
- Để tạo điều kiện cho các mối quan hệ giữa khoa học, công nghệ và xã hội ở các quốc gia Ibero-Mỹ và sự hiểu biết của công dân về các hiệu ứng của họ
- Để thúc đẩy sự phân bố công bằng các khái niệm văn hóa, công nghệ và khoa học
- Để thúc đẩy hợp tác bên trong các quốc gia thành viên và giữa các tiểu bang và các tổ chức khu vực khác
- Để đóng góp vào sự lan truyền của các ngôn ngữ Tây Ban Nha và Bồ Đào Nha, khuyến khích giáo dục song ngữ trong khi vẫn giữ được bản sắc đa văn hóa của các cộng đồng người Mỹ gốc Iberia với một nền văn hóa đa ngôn ngữ

## Cấu trúc
OEI bao gồm ba cơ quan: Đại hội đồng, Hội đồng chỉ thị và Tổng thư ký.

### Đại hội đồng
Đại hội đồng, cơ quan tối cao của tổ chức, gồm đại diện (hoặc đoàn đại biểu) từ các quốc gia thành viên. Nó thiết lập các chính sách OEI, đánh giá và phê duyệt kế hoạch hoạt động, chương trình và ngân sách toàn cầu của tổ chức, sửa các khoản phí hàng năm và chọn Tổng thư ký.

### Hội đồng chỉ thị
Hội đồng Chỉ thị được Đại hội đồng ủy nhiệm để kiểm soát chính quyền và chính quyền của OEI. Được thành lập bởi các bộ trưởng của các quốc gia thành viên của giáo dục (hoặc đại diện của họ), nó được điều chỉnh bởi bộ trưởng giáo dục của đất nước mà cuộc họp Đại hội đồng tiếp theo sẽ được tổ chức. Chức năng chính của nó là phân tích và phê duyệt báo cáo về các hoạt động, chương trình, ngân sách hai năm một lần và báo cáo tài chính của OEI.

### Tổng thư ký
Tổng thư ký được Đại hội đồng ủy nhiệm làm người điều hành của OEI, đại diện cho chính phủ, các tổ chức quốc tế và các tổ chức khác. Nó chỉ đạo, quản lý và thực hiện các chương trình và dự án của tổ chức. Tổng thư ký có cơ cấu nội bộ linh hoạt, có thể thích ứng theo các chính sách, chiến lược và kế hoạch hoạt động.

## Các quốc gia thành viên

Các quốc gia thành viên (xanh lá) của Tổ chức các bang Ibero-Mỹ.

23 tiểu bang duói đây là thành viên của Tổ chức các bang Ibero-Mỹ:
- Andorra
- Argentina
- Bolivia
- Brasil
- Chile
- Colombia
- Costa Rica
- Cuba
- Cộng hòa Dominican
- Ecuador
- El Salvador
- Guinea Xích Đạo
- Guatemala
- Honduras
- México
- Nicaragua
- Panama
- Paraguay
- Peru
- Bồ Đào Nha
- Tây Ban Nha
- Uruguay
- Venezuela